# Anabazenops
Anabazenops is een geslacht van zangvogels uit de familie ovenvogels (Furnariidae).

## Soorten
Het geslacht kent de volgende soorten:
- Anabazenops dorsalis – Kuifbladspeurder
- Anabazenops fuscus – Witkraagbladspeurder